# Wohnhausgruppe Ostertorsteinweg 100 bis 107

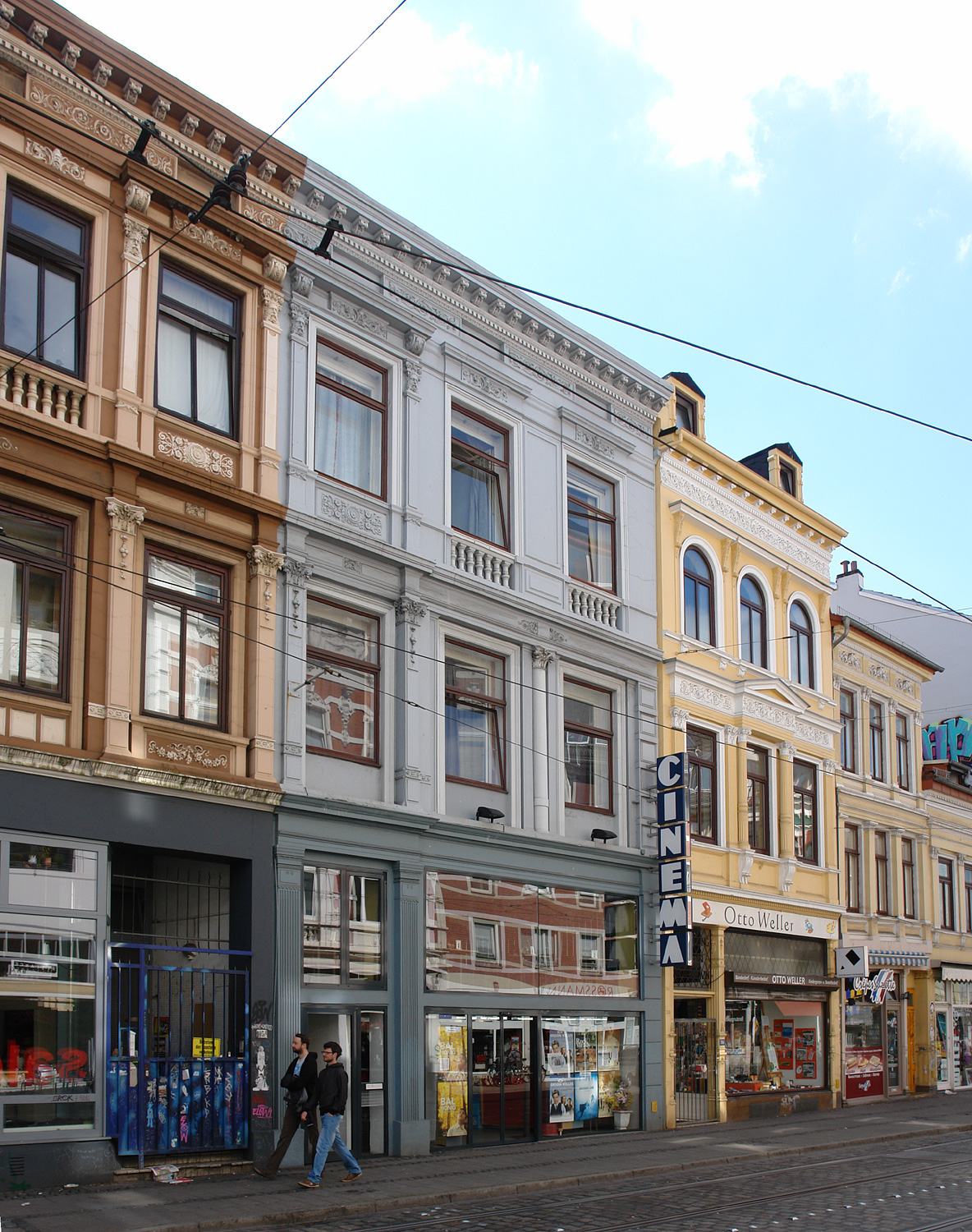
Ostertorsteinweg 100–107

Die Wohnhausgruppe Ostertorsteinweg 100 bis 107 befindet sich in Bremen, Stadtteil Mitte, Ortsteil Ostertor, Ostertorsteinweg 100–107, Ecke Sielwall. Sie entstand um 1860, 1870 und 1890.
Die Gebäude stehen seit 1973 unter Bremer Denkmalschutz.

## Geschichte

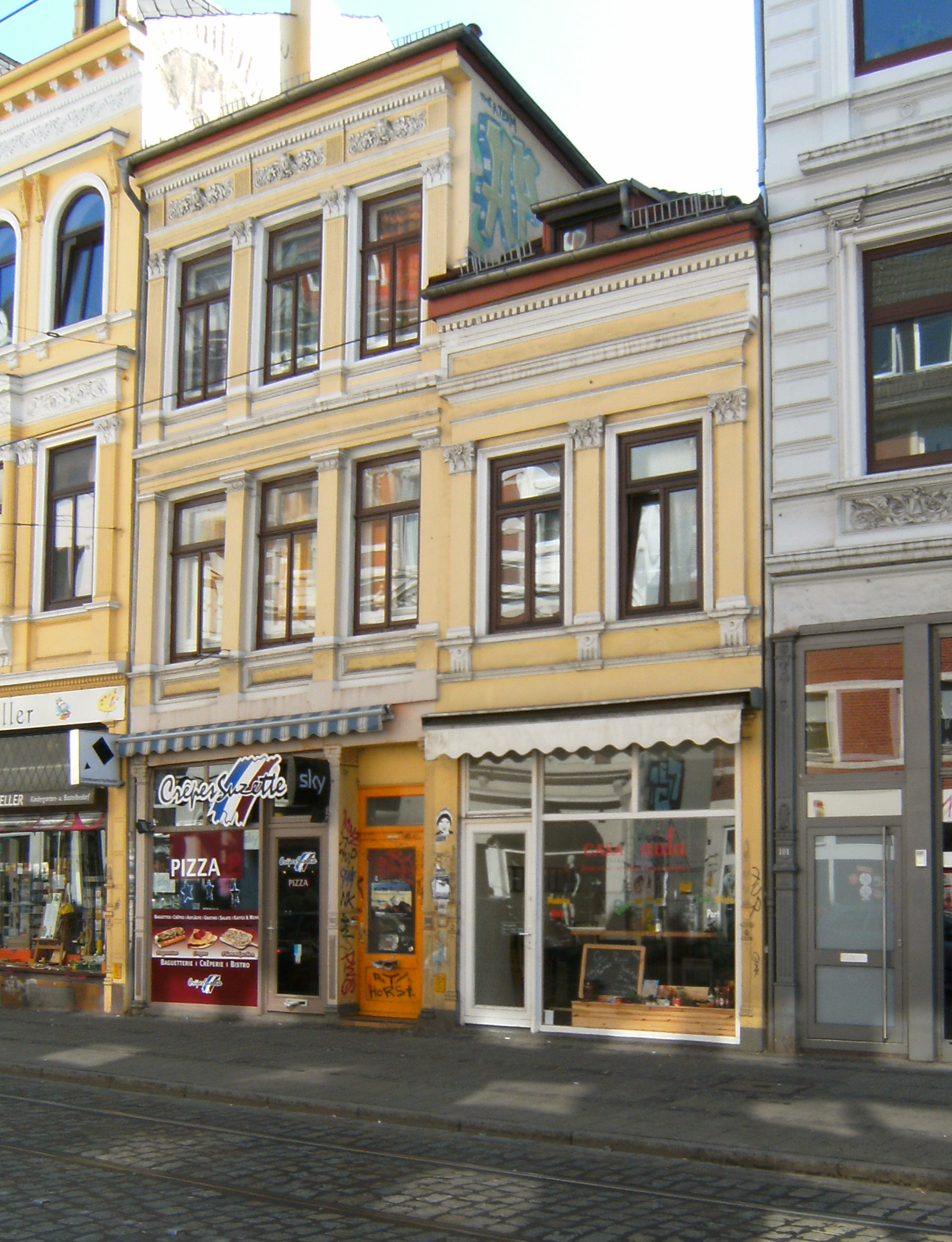
Ostertorsteinweg 102–103

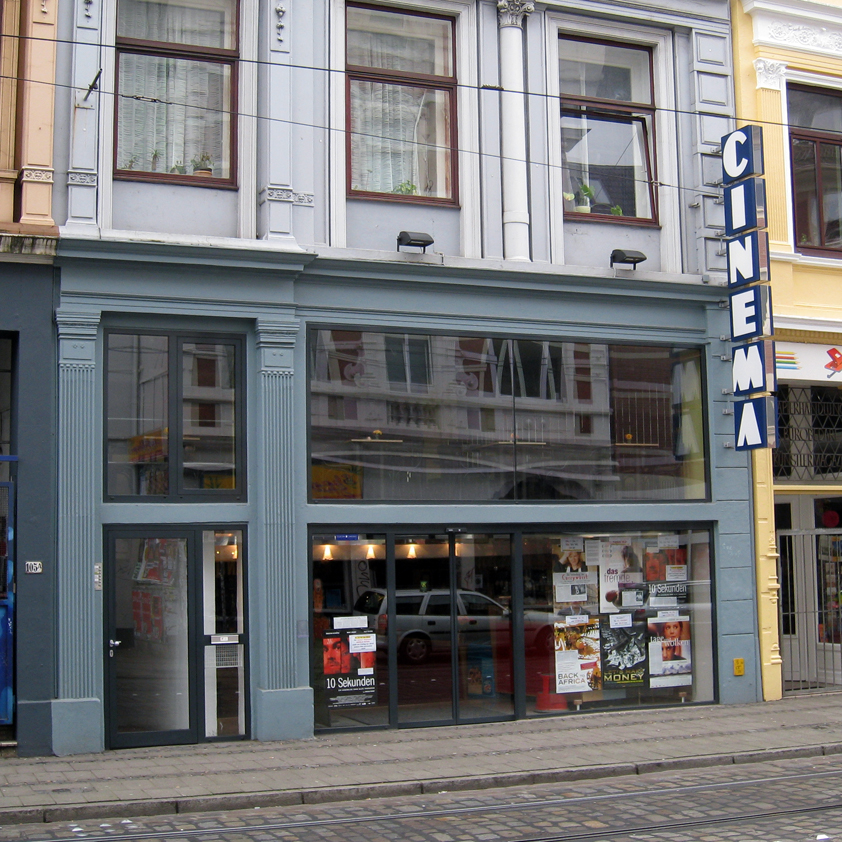
Cinema Ostertor

Die Ausfallstraßen Ostertorsteinweg und Steintorsteinweg, seit 1870 Vor dem Steintor, wurden im 16. Jahrhundert gepflastert. Noch in den 1830er Jahren mussten die Straßen von den Anliegern unterhalten werden. 1849 fand die Gleichstellung der Vorstadtbürger statt. Der Ostertorsteinweg hat sich bis heute so erhalten, wie er sich bis zum Ersten Weltkrieg entwickelt hatte. Nach 1860 war ein großer Anstieg des Raumbedarfs zu verzeichnen; die Häuser der nun  wohlhabenden Kaufleute ab 1870 in der Gründerzeit wurden höher und prächtiger. Um 1890 wurde im Stil der italienischen Renaissancearchitektur gebaut, in  moderner Konstruktion und Raumaufteilung. Die historisierenden Fassaden wurden gestalterisch reduziert und schöpferisch weiterentwickelt. 
Die Sielwallkreuzung entwickelte sich als Mitte im sogenannten Viertel (Ortsteile Ostertor und Steintor) ab den 1960er zum Szenetreffpunkt und ab um 1980 zum Kumulationspunkt der bremischen Drogenszene. Durch Silvesterkrawalle Ende der 1980er, Anfang der 1990er Jahre wurde die Kreuzung bekannt. Auch dieser Bereich  erfuhr durch Sanierungen eine starke Tendenz zur sozialen Aufwertung und Gentrifizierung. 
Die dreigeschossigen, verputzten, zumeist dreiachsigen Wohn-, Büro- und Geschäftshäuser mit Satteldächern und den markanten überstehenden Gesimsen wurden um 1860, 1870 und 1890 in der Epoche des Historismus zumeist im Stil der Neorenaissance gebaut. In Wohngruppe befinden sich: 
- Nr. 100: von 1890, Neorenaissance
- Nr. 101: von 1890, Neorenaissance
- Nr. 102: von 1860, Klassizismus, zweiachsig, zweigeschossig
- Nr. 103: von 1870, Spätklassizismus
- Nr. 104: von 1890, Neorenaissance
- Nr. 105: von 1890, Neorenaissance, Cinema im Ostertor
- Nr. 105A: von 1890, Neorenaissance
- Nr. 106/107: von 1890, Neorenaissance, Eckhaus Sielwallkreuzung

Das Landesamt für Denkmalpflege Bremen befand: „Beispielhaft für die stilistische und entwicklungstypologische Veränderung im Wohn- und Geschäftshausbau Bremens seit 1860 sind heute drei kleinere Gebäudeensemble und drei Einzelgebäude denkmalgeschützt...ein heterogenes, aber auch reizvolles Bild einer Geschäftsstraße...“
1934 entstand als Kammer-Lichtspielhaus ein Kino, seit den 1960er Jahren das vielfach ausgezeichnete Cinema Ostertor.
 
Heute (2018) werden die Gebäude zum Wohnen, für Läden (Boutique, Salon), als Restaurants, Bars, Büros und durch das Cinema (Nr. 105) genutzt.